# Echinax
Echinax es un género de arañas araneomorfas de la familia Corinnidae. Se encuentra en el este y sudeste de Asia.

## Lista de especies
Según The World Spider Catalog 12.0:
- Echinax anlongensis Yang, Song & Zhu, 2004
- Echinax bosmansi (Deeleman-Reinhold, 1995)
- Echinax javana (Deeleman-Reinhold, 1995)
- Echinax oxyopoides (Deeleman-Reinhold, 1995)
- Echinax panache Deeleman-Reinhold, 2001